# Serkan Cetinkaya
Serkan Cetinkaya (türkisch Serkan Çetinkaya; * 1974 in Berlin) ist ein deutscher Schauspieler.

## Leben
Der gebürtige Berliner wurde durch YouTube und ZDFneo bekannt. In der Comedyreihe Tiger – Die Kralle von Kreuzberg verkörperte er die Kunstfigur „Tiger“ unter dem Pseudonym Cemal Atakan. Danach folgten Engagements in Kinofilmen wie Männerhort, wo er neben Elyas M’Barek, Christoph Maria Herbst und Detlev Buck die vierte männliche Hauptrolle spielte, und TV-Serien wie Letzte Spur Berlin oder Notruf Hafenkante.

## Filmografie
- 2014: Auf das Leben! (Regie: Uwe Janson)
- 2014: Einmal Hans mit scharfer Soße (Regie: Buket Alakuş)
- 2014: Männerhort (Regie: Franziska Meyer Price)
- 2015: Die Insassen (Fernsehfilm, Regie: Franziska Meyer Price)
- 2015: Macho Man (Regie: Christof Wahl)
- 2016: Letzte Spur Berlin (Fernsehserie ZDF, Regie: Edzard Onneken)
- 2018–2019: Beck is back! (Fernsehserie RTL, Regie: Ulli Baumann) durchgehende Nebenrolle
- 2018: Berlin I Love You (Regie: Dennis Gansel)
- 2018: Die Heiland – Wir sind Anwalt (Fernsehserie ARD, Regie: Bruno Grass)